# Catulle Mendès
Catulle Mendès (Burdeos, 22 de mayo de 1841 - Saint-Germain-en-Laye, 7 de febrero de 1909) fue un escritor francés del Simbolismo

## Biografía

### Orígenes, juventud e inicios literarios
Descendiente de una estirpe de judíos portugueses por parte paterna, su madre era católica. Su abuelo fue un banquero judío amante de las letras que amaba especialmente la literatura latina, de ahí que su hijo se llamase Tulio y su nieto Cátulo (Catulle) en honor a los dos grandes poetas clásicos.
Catulle Mendès pasó su infancia viajando por toda Europa debido a los negocios de su padre y parte de su adolescencia en Toulouse. Partió para París en 1859 en busca de la gloria literaria; formó parte del círculo de amigos de Théophile Gautier y desposó a su hija Judith en 1866, a pesar de la negativa de este. Se dio a conocer en 1860 al fundar la Revue fantaisiste, en la que colaboró en particular el narrador Villiers de l'Isle-Adam. En 1863 publicó su primer poemario, Philoméla.
Tras un viaje a Alemania, donde se matriculó en la Universidad de Heidenberg, vivió al límite la vida estudiantil, incluyendo los duelos a espada. Allí se volvió un gran admirador y defensor del compositor Richard Wagner, al que dedicó dos obras: Richard Wagner y L'oeuvre wagnerienne en France.

### Poeta parnasiano
Formó tertulia en casa de Louis-Xavier de Ricard, adonde acudían Leconte de Lisle, François Coppée, Léon Dierx, José María de Heredia y Théodore de Banville. Bajo el impulso de Ricard y Mendès nació el Parnasse, del que Mendès se constituyó en historiador al publicar más tarde La Légende du Parnasse Contemporain (1884). En la revista Le Parnasse Contemporain que dio título a la estética parnasiana participó activamente.
Entremedias, la amistad entre Mendès y Gautier, sin embargo, no duró. Hacia 1869, Catulle Mendès había empezado una relación con la compositora Augusta Holmès que le dará cinco hijos antes de separarse en 1886; las tres hijas fueron pintadas por Auguste Renoir (Les Filles de Catulle Mendès). Una de ellas, Hélyonne, se casará con Henri Barbusse. Mendès luego comenzó una relación con la poetisa Jeanne Nette, quien será su última compañera sentimental y de la que también se encontraba separado en el momento de su muerte.

### Mendès crítico teatral
Su actividad en el campo de la crítica teatral le procuró un incidente con el director Aurelien Lugné-Poe que, tras una crítica furibunda publicada en La Revue Blanche fue respondida mediante un artículo de Lugné-Poe en La Presse. El cruce de insultos entre ambos desembocó en un enfrentamiento en el campo del honor. El 20 de julio de 1897 se cruzaron las espadas en el bosque de Saint-Germain, quedando el resultado en tablas al negarse Mendès a continuar luchando contra un Poe que retrocedía en cada embestida de su adversario.

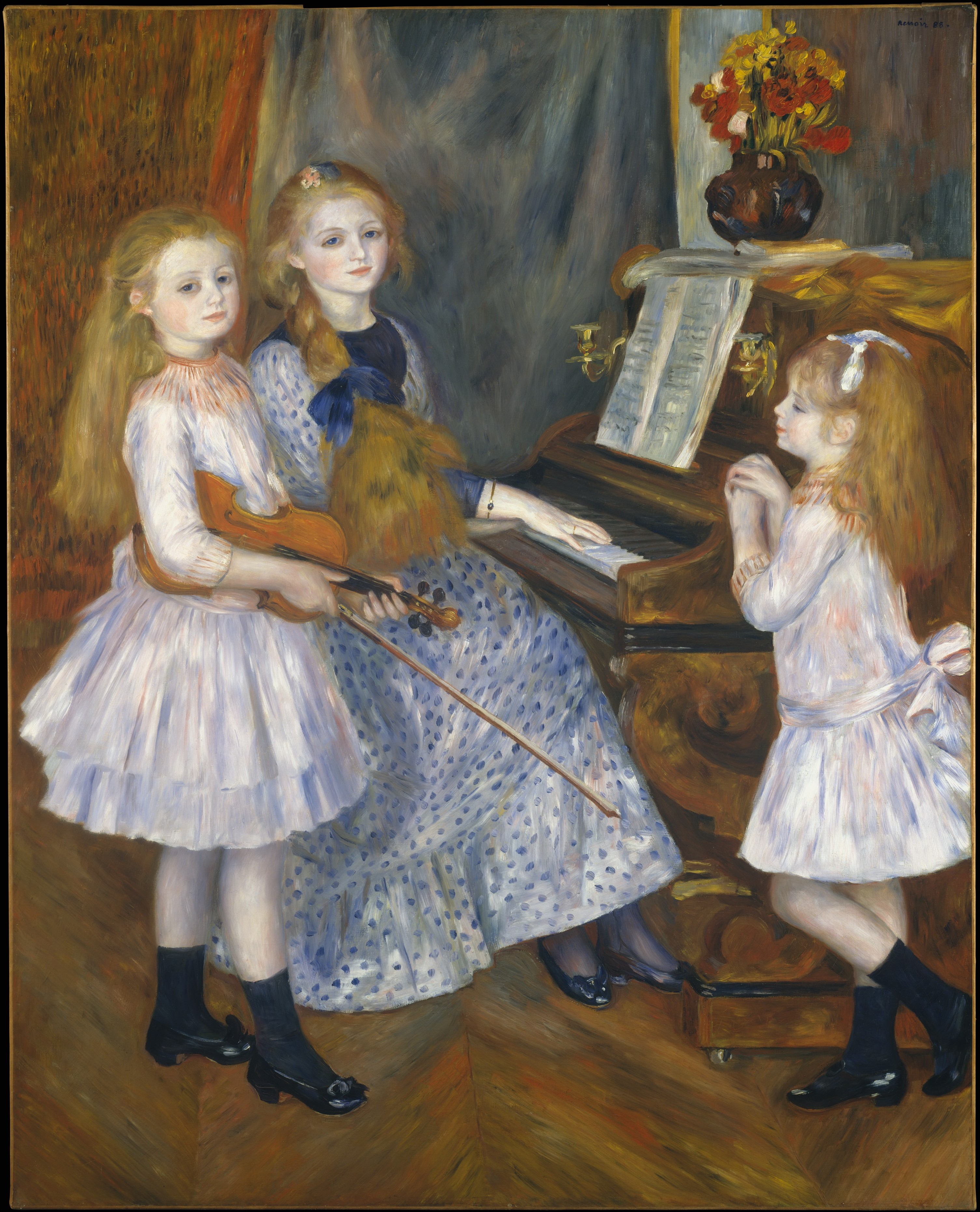
Las hijas de Catulle Mendès por Auguste Renoir. Metropolitan Museum of Art de New York.

En otra ocasión, y con motivo de la representación de una versión de Hamlet, cuyo papel interpretaba la actriz Sarah Bernhardt, el crítico George Vanor criticó el atrevimiento de la actriz en representar un papel tan clásico y meterse en la piel de un hombre. Mendès, gran amigo y defensor de la diva, le insultó y llegó a agredirle. El duelo no se hizo esperar. Se batieron a espada el 23 de mayo de 1899, resultando Mendès herido debajo del ombligo por una estocada de su adversario. En un primer momento la herida preocupó a los médicos pero finalmente se recuperó.

### Accidente y muerte
El cuerpo sin vida de Catulle Mendès fue descubierto el 7 de febrero de 1909 en el túnel de ferrocarril de Saint-Germain-en-Laye. En principio se sospechó que había abierto la puerta de su vagón y se suicidó, pero las investigaciones posteriores llegaron a concluir que iba dormido y el tren se detuvo en el túnel próximo a la estación. Mendès, que salió de la estación de Saint-Lazare de París a las 12:13 horas para regresar a su casa en Saint-Germain, creyó haber llegado a su destino y abrió la puerta para apearse; en ese instante el tren reanudó su marcha y Mendès perdió el equilibrio cayendo a la vía y siendo atropellado por el convoy. El reconocimiento del cadáver reveló que tenía una fractura de la parte posterior de la caja craneal con pérdida de masa encefálica, el brazo y el pie derecho mutilados y un hombro dislocado. Pese a ello no se sabe si murió instantáneamente o quedó en la vía moribundo y fue atropellado una segunda vez por el tren de las cuatro de la madrugada que se dirigía a París. 
La fiscalía de Versalles recibió una carta anónima en la que se aseguraba que había sido asesinado, pero todo hacía suponer que era autoría de un bromista macabro.
Este trágico final había sido sugerido por él en una reunión entre amigos, lo que hizo las delicias de los aficionados a lo paranormal que vieron en su temor a morir solo y en la noche, un caso de precognición muy divulgado en los foros de lo sobrenatural.
Aunque escribió narrativa (Vida y muerte de un clown, 1879; Monstruos parisinos, 1882), teatro (Medea, 1898; Le Fils de l'étoile, 1904; Scarron,1905), ensayo (L'Art au Théâtre, 1895-1897) y libretos de ópera, es conocido sobre todo como lírico por libros como Filomela, 1864; Héspero, 1869 etc.

## Obras
Gran parte de sus obras en castellano, sobre todo sus antologías de relatos, pueden encontrarse en el sitio web http://www.iesxunqueira1.com/mendes

### Lírica
- Philoméla, Hetzel, 1863
- Sonnets
- Pantéléia, Hetzel, 1863
- Sérénades, Revue française
- Pagode, dans Le Parnasse contemporain, 1866
- Soirs moroses
- Contes épiques, 1870-1876
- Hespérus, La Librairie des Bibliophiles, Jouaust éditeur, 1872
- Intermède, 1871
- Le Soleil de minuit
- Poésies (1892)
- Poésies nouvelles (1893)
- La Grive des Vignes
- Les Braises du Cendrier

Alfred Bruneau musicó los poemas de Catulle Mendès: Lieds de France y Chansons à danser

### Novelas

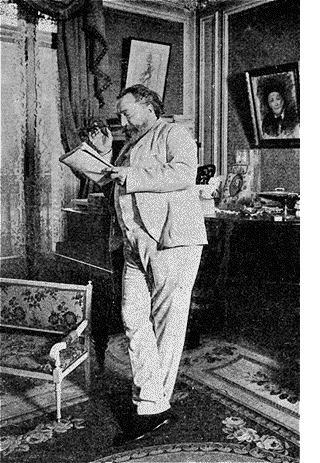
El autor en 1905.

- La Vie et la mort d'un clown (1879)
- Les Mères ennemies (1880)
- Le Roi Vierge (1881)
- Zo'Har (1886)
- L'Homme tout nu (1887)
- Luscignole, Dentu, 1892
- Verger fleuri
- La première Maîtresse (1894)
- Gog (1896)
- Méphistophéla
- Grande-Maguet
- La Femme-Enfant
- La Maison de la Vieille
- Rue des Filles-Dieu, 56
- Le Chercheur de Tares

### Novelas cortas
- Lesbia. Esta colección contiene: Lesbia • Vieux meubles • Chemise noire • Quittes • L'amour en danger • Regards perdus • Les autres • Idylle d'automne • Le miracle • Les deux avares • Preuves • Le don qui suffit • Le lit enchanté • Le cœur de Balbine • Les fleurs et les pierreries • Justice après justice • L'ombre vaincue • La princesse muette • Tourterelle • Nécessité de l'héroïsme • L'armure • Suite dans les idées • Rompre • L'autographe • Hygiène
- Le Confessionnal
- La Messe rose
- Arc-en-Ciel et Sourcil-Rouge
- Monstres parisiens [Monstruos parisinos. Ardicia Editorial, Madrid, 2013. ISBN 978-84-941235-0-4]
- Incendies, colección de relatos, Stalker éditeur, 2006

### Cuentos
- La petite servante • Il ne faut pas jouer avec la cendre • Mademoiselle Laïs • Touffe de myosotis • La convertie • La bonne journée • Léa, Mariage aux lucioles • L'homme de lettres • La vie et la mort d'une danseuse • Jeanne • Jeunes mères • Le lâche • Le ramasseur de bonnets • Le miroir • Les mots perdus • Les deux marguerites • George et Nonotte • Le mangeur de rêves • Le marquis de Viane • Les hirondelles ;

### Teatro
- La Part du roi (1872)
- Les Frères d'armes (1873)
- Justice (1877)
- Les Mères ennemies (1882)
- Le Capitaine Fracasse (1878)
- La Femme de Tabarin (1887)
- Médée (1898)
- La Reine Fiammette (1898)
- Le Fils de l'étoile (1904)
- Scarron (1905)
- Glatigny, drama funambulesco en verso, entreverado de canciones y bailes, en cinco actos y seis cuadros. Primera representación: Teatro del Odeón, 17 de marzo de 1906, música de Olivier Métra, hermanos Lyonnet y Louis Ganne. (1906)
- La Vierge d'Avila (Sainte Thérèse), drama en cinco actos y un epílogo en verso sobre Santa Teresa de Jesús. Se estrenó en el teatro Sarah-Bernardt, 10 de noviembre de 1906, con música de Reynaldo Hahn y decorados de M. Paquereau. (1906)
- Farces.

### Libretos de ópera

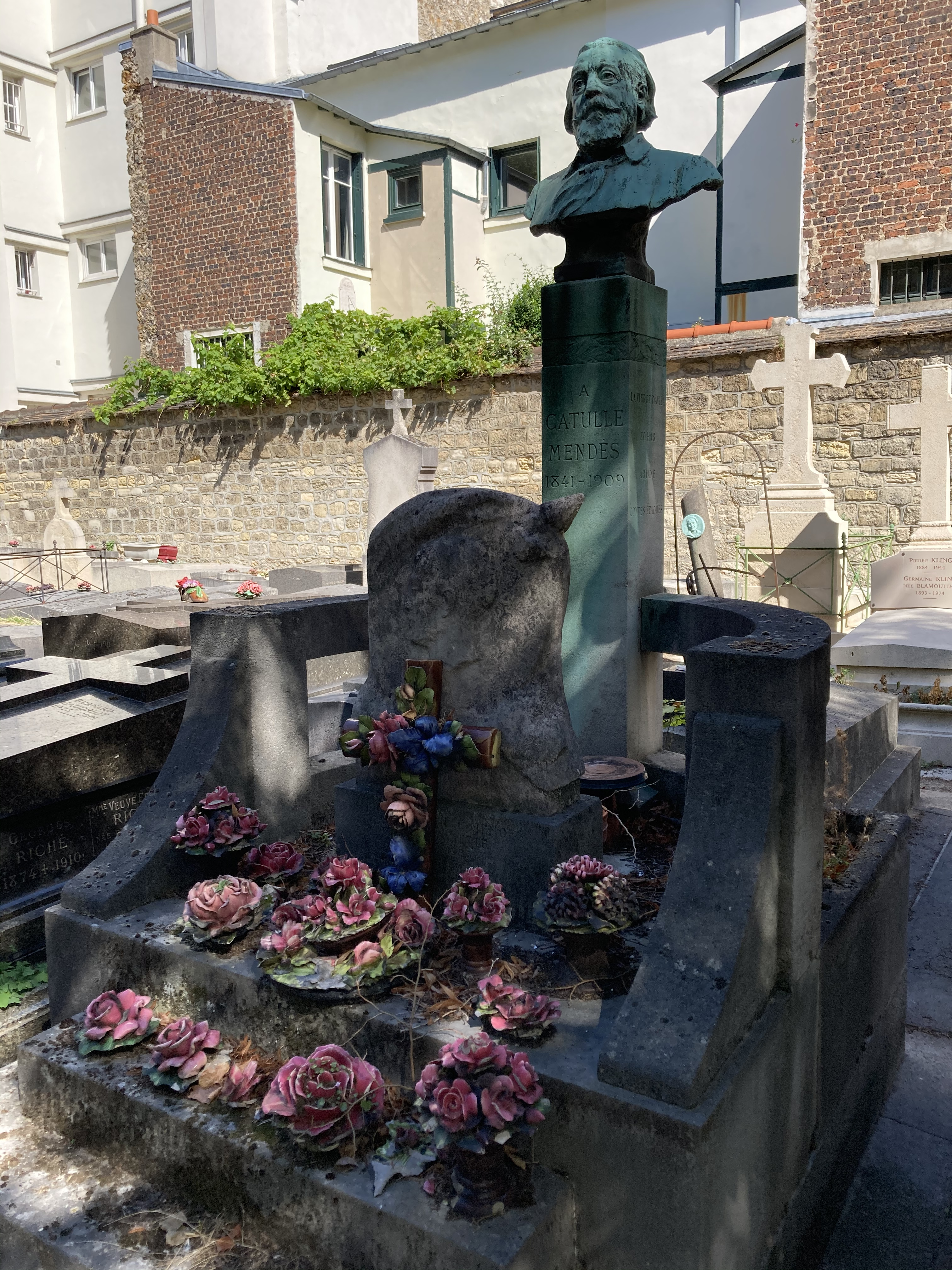
Tumba de Mendès, en el cementerio parisino de Montparnasse.

- Le Capitaine Fracasse (1878), ópera cómica en tres actos y seis cuadros, tomada de la novela de Théophile Gautier, con música de Émile Pessard
- Gwendoline (1886), ópera de Emmanuel Chabrier
- Isoline (1888), cuento de hadas en verso, para la ópera de André Messager
- Ariane (1906), para la ópera de Jules Massenet
- Bacchus, (1909)para la ópera de Jules Massenet

### Ensayos
- Les 73 Journées de la Commune (du 18 mars au 29 mai 1871) (1871)
- La Légende du Parnasse contemporain (1884)
- Richard Wagner (1886)
- L'Art au Théâtre, 3 volumes : 1895, 1896, 1897
- L'Œuvre wagnérienne en France
- Rapport sur le mouvement poétique français de 1867 à 1900 (1902)